# Supetar

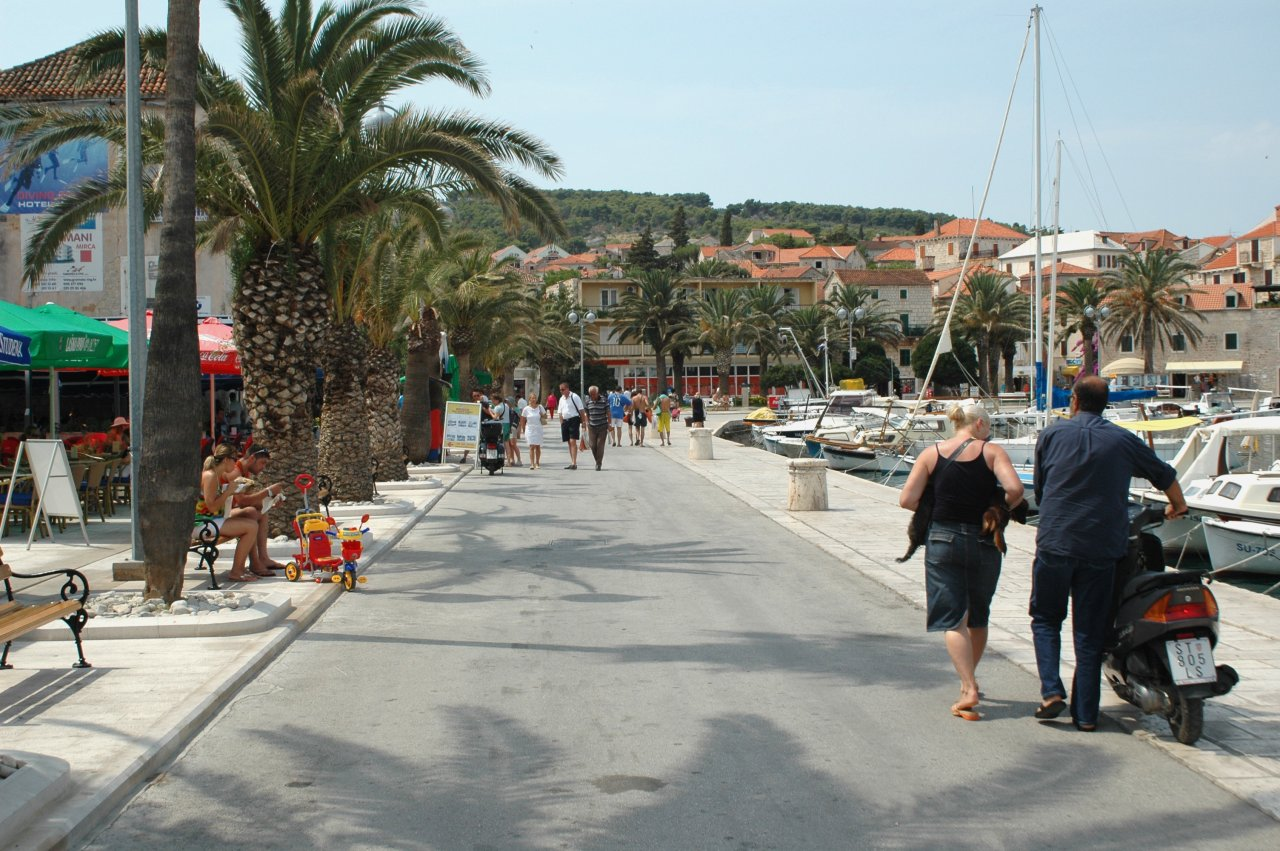
Pobřežní promenáda v Supetaru

Supetar (italsky San Pietro della Brazza) je město na severní straně dalmatského ostrova Brač, ležícího v Splitsko-dalmátské župě v Chorvatsku. V roce 1827 se stalo oficiálním centrem ostrova. Město Supetar se skládá z města samotného a třech dalších vesniček: Splitska, Škrip a Mirca. 
S populací 3 123 obyvatel je největším městem na ostrově. Je dostupné díky trajektu Jadrolinija (ze Splitu asi 45 minut) nebo z ostrovního letiště Brač, které se nachází 30 kilometrů jihovýchodně od města. 

## Název
Současný chorvatský, resp. slovanský název vznikl z původního latinského, resp. starodalmatského názvu Sanctus Petrus obdobným způsobem, jako tomu je v případě i dalších toponym v regionu (např. Suđurađ, Sumartin, Sukošan nebo Sustjepan). Z původního latinského názvu byly nejprve odstraněny slovanským obyvatelstvem poslední dvě písmena (Sankt Petr), zánikem nazálních souhlásek byl název dále zjednodušen na Sukt Petr, později poslovanštěn na Suktpetar. Vlivem jazykových reforem a odstraňování delších skupin samohlásek v chorvatském jazyce vznikl současný název Supetar.

## Historie

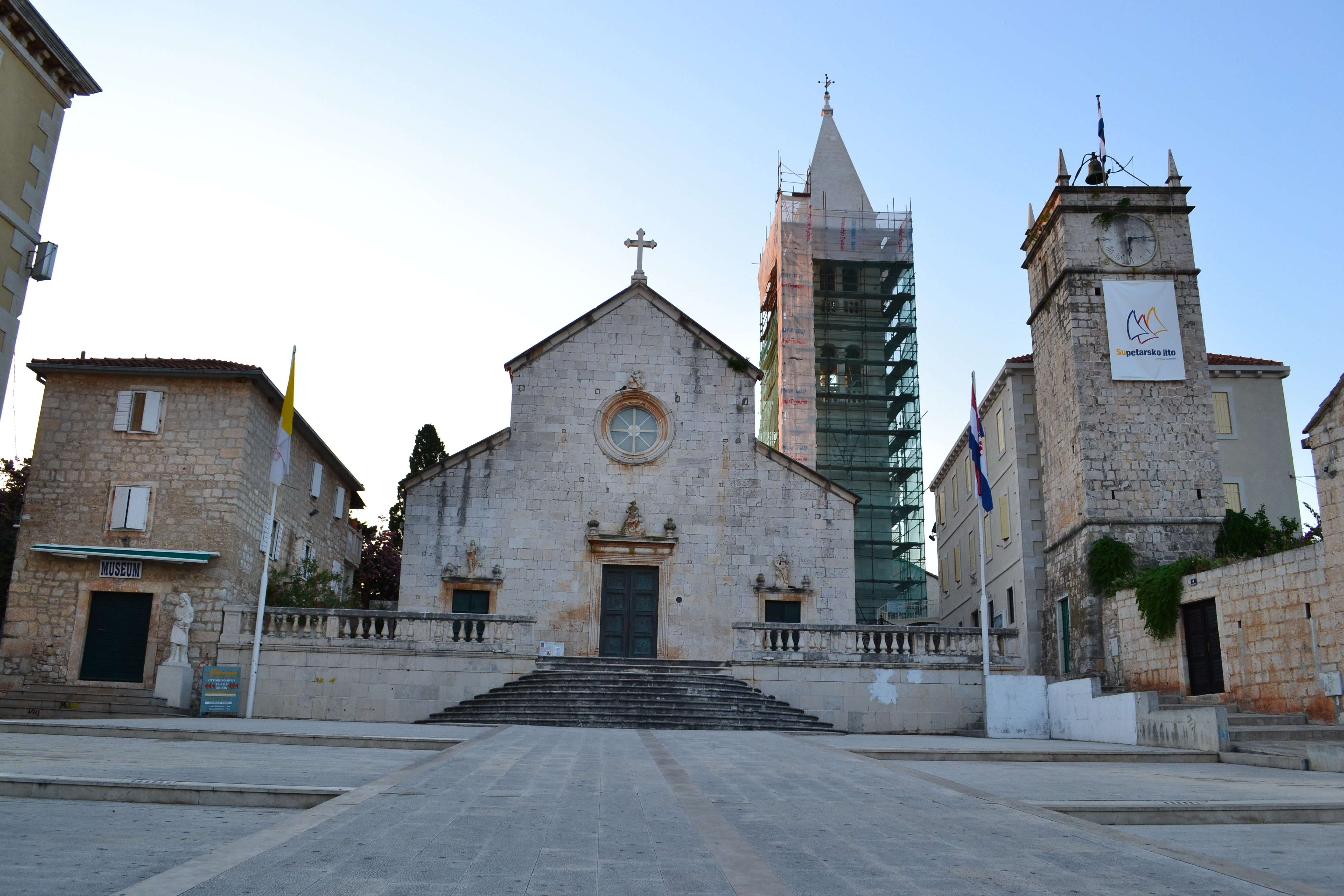
Kostel sv. Petra v Supetaru

Staré město Supetar se nacházelo na poloostrově, kde je nyní hřbitov. Osídlení je datováno do období příchodu křesťanů na území Balkánu. Ve středověku se začalo osídlovat okolí zálivu, které je dnes známé jako záliv Sv. Petra, od nějž je poté odvozen i název města. V latině se jedná o Sv. Petara, což se překládá jako svatý Petr. 
Dnešní Supetar se začal osazovat až v 16. století, kdy lidé žijící v Nerežišći (8 kilometrů od pobřeží) začali více využívat přístav. Zlaté časy zažilo město během 18. a 19. století, kdy Supetar zabral území původní Nerežišće a stal se tak hlavním městem ostrova. 

## Město
Farní kostel sv. Petra (chorvatsky: Sveti Petar) stojí vedle staré kaple, která byla v roce 1773 vystavěna v barokním architektonickém stylu. V roce 1887 byl kostel doplněn o vedlejší uličku a zvonici. V kostele jsou malby místního umělce Felikse Tironiho z druhé poloviny 18. století a barokní oltář od neznámého benátského architekta. 
Ve starší části kostela se nachází několik náhrobních kamenů s chorvatskými nápisy a vchod do kostela je lemován velkými gotickými písmeny. Na levé straně budovy jsou sluneční hodiny a pod nimi sarkofágy s datem pohřbení z roku 1774. Ve třídách nedělní školy jsou malby z období benátské éry (16. a 17. století). Šachta je poté zdobena reliéfy z roku 1734, které jsou prací Johannese Mazzonia. 
Supetarský hřbitov s kaplí svatého Mikuláše (chorvatsky: Sveti Nikola Putnik) se pyšní dvěma křesťanskými sarkofágy a moha náhrobními kameny (Pieta), kterého jsou prací Ivana Rendiće ze Supetaru (1849 – 1932) a mauzoleem rodiny Petrinović s portréty a skulpturami jednotlivých členů. Ty jsou zase prací Toma Rosandiće (1878 – 1958). 